# Isla Howland
La Isla Howland (en inglés: Howland Island) es uno de los catorce territorios no incorporados de los Estados Unidos de América. Posee una superficie de 2,6 kilómetros cuadrados y esta ubicada al norte del ecuador terrestre, en el océano Pacífico, a medio camino entre el estado de Hawái y Australia en Oceanía.

## Historia

### Antecedentes Históricos
Aunque algunos restos escasos de caminos y otros artefactos indican una presencia polinésica anterior, la isla estaba deshabitada cuando los Estados Unidos la reclamaron en virtud de la Ley de Islas Guaneras de 1857. Sus depósitos de guano fueron extraídos por compañías de los EE. UU. y Gran Bretaña durante la segunda mitad del siglo XIX.
En 1935 comenzó un breve intento de colonización, con una población rotativa de cuatro jóvenes de Hawái en el asentamiento Itascatown.
Se iniciaron proyectos similares en las cercanas Isla Baker e Isla Jarvis, pero éstos fueron interrumpidos por la Segunda Guerra Mundial y las islas quedaron abandonadas.
La isla de Howland era una de las paradas de repostaje previstas por la piloto estadounidense Amelia Earhart y su acompañante Fred Noonan en su vuelo alrededor del mundo de 1937. Despegaron de Lae (Nueva Guinea), pero nunca se les volvió a ver. Por este motivo la isla también se conoce como "la isla que Amelia Earhart nunca alcanzó".
El personal civil de los EE. UU. evacuó la isla en 1942 después de los ataques aéreos y navales de los japoneses durante la Segunda Guerra Mundial. Howland fue ocupada por personal militar de los EE. UU., pero la abandonaron después de la guerra. Para poder entrar en la isla hace falta un permiso especial del «U.S. Fish and Wildlife Service» que generalmente se concede sólo a científicos y estudiantes.
La difícil vida en estas islas aisladas junto con la falta de suministros fiables de agua dulce pudo haber dado lugar al abandono y extinción de los asentamientos, lo mismo que paso a otras islas de la zona (como Kiritimati y Pitcairn).

### Avistamientos por balleneros
El capitán George B. Worth del ballenero de Nantucket Oeno divisó la isla alrededor de 1822 y lo llamó Worth Island. Daniel MacKenzie del ballenero estadounidense Minerva Smith no estaba al tanto de avistamiento de Worth cuando trazó la isla en 1828 y la después de los dueños de su barco el 1 de diciembre de 1828. Howland Island fue finalmente nombrado el 9 de septiembre de 1842 lo que le dio nombre fue una observación que se estaba llevando a cabo en el ballenero de Isabella al mando del capitán Geo. E. Netcher de New Bedford.

### Posesión de EE. UU. y la minería del guano
La isla Howland estaba deshabitada cuando Estados Unidos tomó posesión de ella en virtud de su Ley de islas guaneras de 1856. La isla fue un peligro para la navegación conocida por muchas décadas y varios barcos naufragaron allí. Sus depósitos de guano fueron minados por las empresas estadounidenses de alrededor de 1857 hasta octubre de 1878, aunque no se exento de la polémica.
Capitán Geo. E. Netcher del Isabella informó al capitán Taylor de su descubrimiento. Como Taylor había descubierto otra isla de guano en el océano Índico, acordaron compartir los beneficios del guano en las dos islas. Taylor puso a Netcher en comunicación con Alfred G. Benson, presidente del Guano Company americano, que fue incorporada en 1857. Otros fueron abordados por George y Matthew Howland, quien más tarde se convirtieron en miembros del Guano Company Estados Unidos, dedicada a Mr. Stetson visitar la isla en el barco Rousseau al mando del capitán Papa. Sr. Stetson llegó a la isla en 1854 y la describió como ocupada por aves y una plaga de ratas.

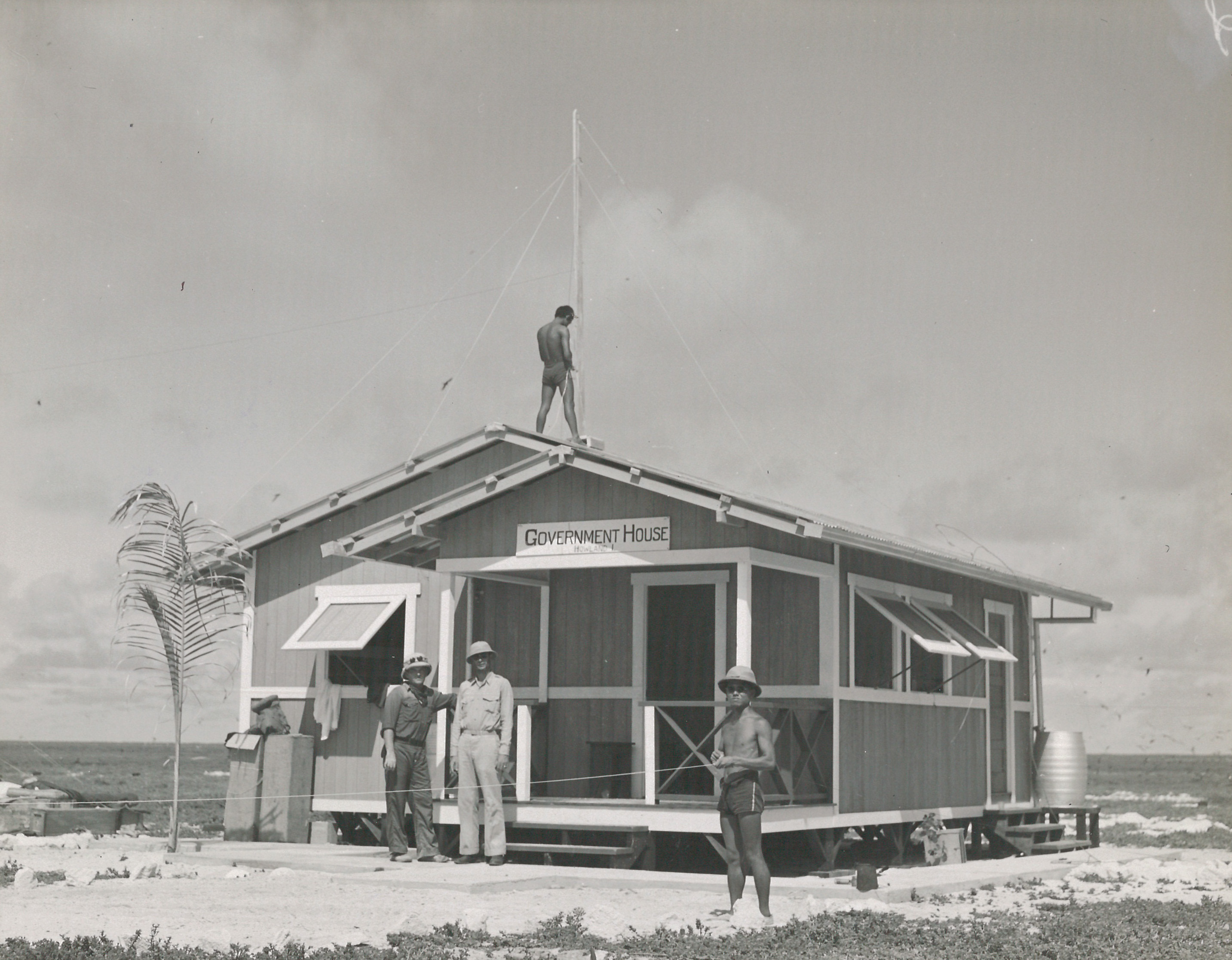
Edificio del Gobierno en la Isla durante el proyecto de colonización de 1937

La Compañía Americana de Guano estableció reclamaciones con respecto a Isla Baker y Jarvis Island, que fue reconocida bajo la Ley Islas guaneras de 1856. Benson fue un tratado de para interesar a la Compañía Americana de Guano en los depósitos de la isla Howland, sin embargo, los directores de la empresa considera que ya tenían suficientes depósitos. En octubre de 1857, el estadounidense Arthur Benson hijo de Baker y Jarvis fue a estudiar los depósitos de guano. También visitó la isla de Howland y tomó muestras del guano. Posteriormente Alfred G. Benson dimitió de la Compañía Americana de Guano y junto con Netcher, Taylor y George W. Benson formó la Compañía Americana de Guano de Estados Unidos para explotar el guano de la isla Howland, con esta afirmación se reconoció bajo la ley de las Islas guaneras estadounidenses de 1856.
Sin embargo cuando la Compañía Americana de Guano saco un buque en 1859 para la explotación del guano encontraron que la isla de Howland ya estaba ocupada por hombres enviados allí por la Compañía Americana de Guano. Las empresas terminaron en los tribunales del estado de Nueva York, con la Compañía Americana de Guano argumentando que la Compañía Americana de Guano tenía en efecto abandonada la isla, ya que no se produjo la posesión continua y la ocupación real requerida para la propiedad por la Ley de Islas Guano. El resultado final fue que a ambas empresas se les permitió explotar los depósitos de guano, que se agotaron sustancialmente en 1878.
En el siglo XIX hubo reclamaciones británicas en la isla, así como los intentos de creación de la minería. John T. Arundel compañía, una empresa británica con trabajadores de las Islas Cook y Niue, ocuparon la isla desde 1886 hasta 1891. Para aclarar la soberanía americana, la Orden Ejecutiva 7368 fue emitido el 13 de mayo 1936.

### Itascatown (1935-1942)
En 1935, un breve intento de colonización se hizo por parte de las islas Baker, Howland y Jarvis; administrado por el Departamento de Comercio para establecer una presencia permanente en los Estados Unidos sobre las islas. Todo comenzó con un grupo de cuatro alumnos y exalumnos de la Escuela para varones Kamehameha, provenientes de una escuela privada en Honolulu. Aunque los reclutas conformaban parte de una expedición científica con el fin de estar tres meses recogiendo muestras biológicas y botánicas. Una vez en el mar se les dijo, "Su nombre pasará a la historia" y que las islas se convertirían en "famosas bases aéreas en una ruta que se va conectará de Australia a California".
Su nombramiento fue después de que el USCGC Itascatown (Itasca) trajo a los colonos a Howland y tras hacer viajes entre las otras islas en esa época. Itascatown fue una línea de media para docenas de pequeños barcos de madera, las estructuras y tiendas cerca de la playa en el lado oeste de la isla. Los incipientes colonos eran “pagados” con grandes cantidades de comida enlatada, agua, y otros materiales incluyendo un refrigerador con gasolina, equipos de radio, equipos médicos y (característica/materiales de la época) numerosos de cigarrillos. La pesca siempre fue esencial para su dieta alimenticia. La mayoría de los colonos se esforzaban por horas, haciendo observaciones meteorológicas y desarrollando progresivamente una infraestructura rudimentaria en la isla, incluyendo la construcción de una pista de aterrizaje para aviones. Durante este período, la isla estaba en hora de Hawái, el cual es 10 horas y media de retraso con respecto a la hora UTC. Proyectos similares de colonización se iniciaron cerca de Baker Island, Jarvis Island y otras dos islas.

### Campo Kamakaiwi
La Tierra se trató para hacer una pista de aterrizaje para aviones a mediados de la década de 1930, ya que la isla podría eventualmente convertirse en un lugar de paradas comerciales de las rutas aéreas trans-Pacíficas y también para otras reivindicaciones territoriales en la región contra demandas rivales de Gran Bretaña. Howland Island fue designado como el puesto de repostaje de combustibles para pilotos estadounidenses como Amelia Earhart y el navegante Fred Noonan en su vuelta al mundo en 1937. Fondos públicos fueron utilizados por la Oficina de Comercio para construir tres pistas sin pavimentar; pistas sólo para acomodar maquinaria como la Earhart bimotor Lockheed Electra Modelo 10.
El servicio se denomina Kamakaiwi “Campo de James”, en honor a un joven Hawaiano que llegó con el primer grupo de cuatro colonos. Fue seleccionado como el líder del grupo y pasó más de tres años en Howland, mucho más que el promedio de los otros reclutas. También se ha mencionado como WPA Howland Airport (el WPA constituido por alrededor del 20 por ciento de los 12.000 dólares que costó).

### Segunda Guerra Mundial
Un ataque aéreo japonés en el 8 de diciembre de 1941, ejecutado por 14 bimotores Mitsubishi G3M "Nell" por bombarderos de Chitose Kokutai desde las islas Kwajalein, mataron a dos de los colonos de la Escuela Kamehameha: Richard "Dicky" Kanani Whaley y José Kealoha Keli'hananui. El ataque sucedió un día después del ataque a Pearl Harbor y dañó las tres pistas de aterrizaje del campo de Kamakaiwi. Dos días después, un submarino japonés convirtió lo poco que quedaba de edificios de la colonia en ruinas. Un solo bombardero regresó dos veces durante las siguientes semanas y dejó caer bombas sobre los escombros de Itascatown. Los dos sobrevivientes fueron finalmente evacuados por el “USS Helm”, un destructor de la Armada, el 31 de enero de 1942. Howland fue ocupada por un batallón del Cuerpo de Marines de los Estados Unidos en septiembre de 1943 y fue conocido como la Estación Aérea Naval Howland hasta mayo de 1944.
Todos los asentamientos fueron abandonados después de 1944. Los proyectos de colonización en las otras cuatro islas también fueron interrumpidos por la guerra y terminaron en ese tiempo. No se sabe de algún avión que haya aterrizado ahí, aunque anclajes cercanos podrían ser utilizados por hidroaviones y botes voladores durante la Segunda Guerra Mundial. Por ejemplo, el 10 de julio de 1944, un hidroavión Martin PBM-3-D Mariner de la armada (BuNo, 48199), pilotado por William Hines, tenía fuego en el motor e hizo un aterrizaje forzado costa afuera en el océano de Howland. Hines amerrizó el avión y aunque se quemó, la tripulación escapó ilesa y fue rescatada por el USCGC Bálsamo (el mismo barco que más tarde tomó la Unidad 92 a la Isla Gardner), se le transfirió a un cazasubmarinos y fue llevada a la Isla Canton.

## Geografía

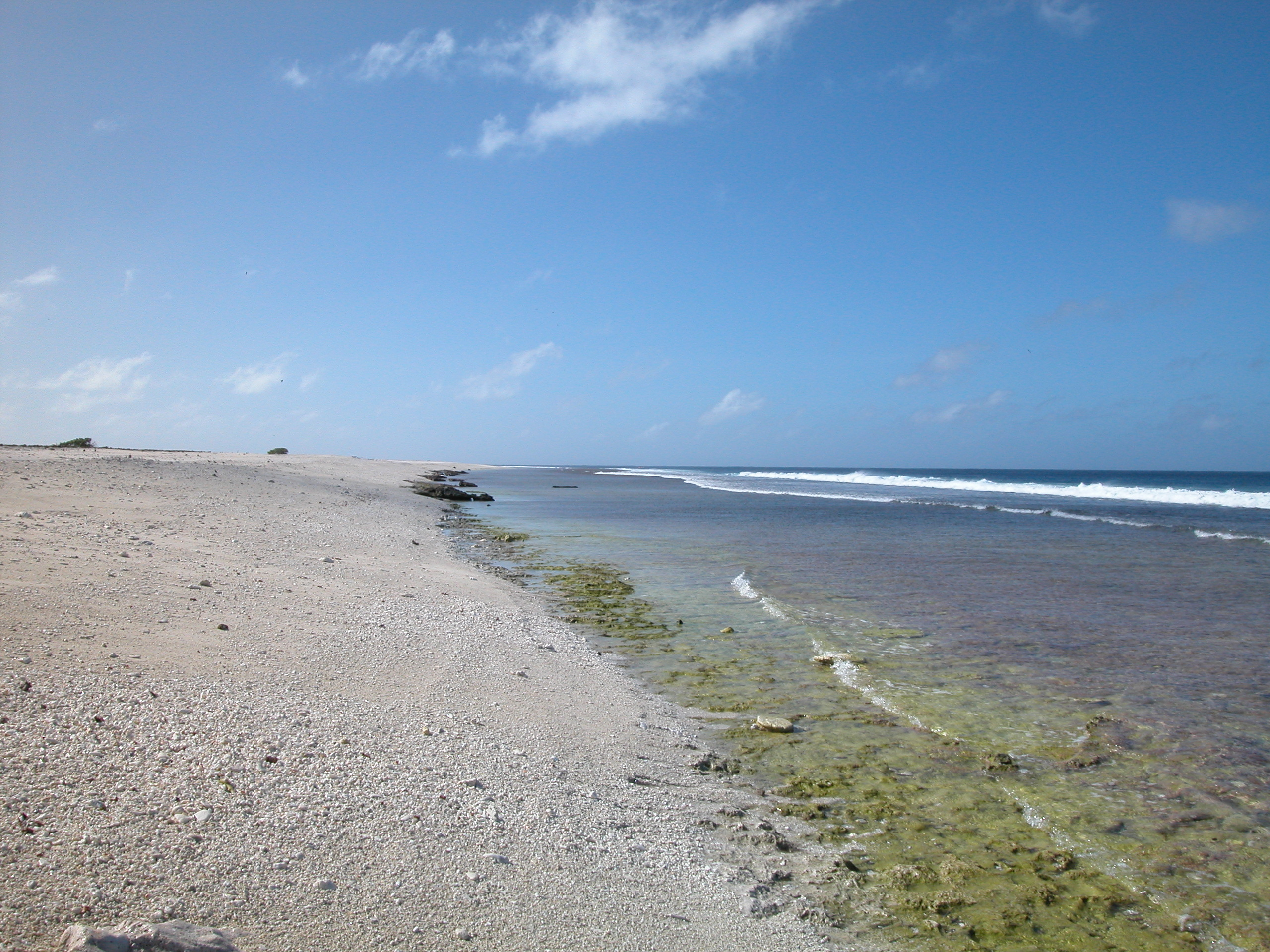
Playa de la isla Howland

Situada en el norte del océano Pacífico, la isla es muy pequeña (1,6 km²). El litoral tiene 6,4 km de largo. La isla tiene forma alargada en un eje norte-sur. El clima es ecuatorial, con pocas precipitaciones, viento constante y ardiente sol. El terreno es bajo y arenoso: una isla coralina rodeada por un estrecho de arrecife con una superficie deprimida en el centro. El punto más alto está a 3 metros sobre el nivel del mar. La isla carece de agua potable. El único recurso natural es guano.
Geográficamente, junto con la isla Baker (Baker Island en inglés), forma parte de las Islas Fénix (Phoenix Islands en inglés). Para propósitos estadísticos, la isla Howland se encuentra agrupada como una de las Islas menores de los Estados Unidos.
La isla Howland abarca una superficie de 1,6 km², con 6,4 km de costa. La isla tiene una forma alargada de plátano en un eje de norte-sur. No hay laguna.
La isla es ahora un refugio de vida salvaje nacional, el «Howland Island National Wildlife Refuge», gestionado por el U.S. Fish and Wildlife Service como un área insular dependiente del Departamento del Interior de los EE. UU.. El Howland Island National Wildlife Refuge consiste en los 1,6 km² de la isla y los 129,80 km² de tierra sumergida que la rodean.
La isla no tiene actividad económica. Es mejor conocida como la Isla "Amelia Earhart" piloto de la cual su avión desapareció en  2 de julio de 1937, durante su viaje planeado alrededor del mundo. Las pistas de aterrizaje construidas para su parada provisional fueron eventualmente dañadas, sin mantenimiento y gradualmente desaparecieron. No existen muelles o puertos. El arrecife puede representar un riesgo marítimo. Existe una zona donde se pueden estacionar botes a lo largo de media playa en la costa oeste, así como un faro de día. La isla es visitada cada dos años por el servicio estadounidense de pesca y vida salvaje. Su defensa es responsabilidad de los EE. UU. y es visitada anualmente por unidades del Guardacostas de los Estados Unidos.

### Flora y fauna
El clima es ecuatorial con pocas lloviznas y sol intenso. Las temperaturas son moderadas debido a un viento constante proveniente del este. El terreno es de baja altitud y arenoso; una isla coral rodeada por un arrecife con un área central. El punto más alto se encuentra alrededor de los 6 metros por encima del nivel del mar.
No hay agua fresca natural. El paisaje se caracteriza por pastizales diversos junto con arbustos y enormes árboles. Una descripción de un testigo ocular de 1942 habla acerca de “una arboleda llena de muerte y descomposición” en una cuesta poco profunda en el centro de la isla. En el 2000, un visitante que acompañó una expedición científica reportó haber visto “una llanura llena de coral con arena, sin un solo árbol” y algunos rastros de ruinas. Howland es principalmente un hábitat para aves de mar, aves de playa y fauna marina.
Estados Unidos declaró como Zona Económica Exclusiva de 200 millas náuticas (370 km) y un mar territorial de 12 millas náuticas (22 km) alrededor de la isla.
Desde que la isla Howland está deshabitada, no existe zona horaria especificada. Se encuentre con un tiempo náutico que se identifica 12 horas detrás del UTC.

## Refugio de vida salvaje
El 27 de junio de 1974, el Secretario del Interior Rogers Morton creó el Refugio Nacional de Vida Salvaje de la Isla Howland, que fue ampliado en 2009 para agregar tierras sumergidas dentro de las 12 millas náuticas (22 km) de la isla. El refugio ahora incluye 648 acres (2'62 km²) de tierra y 410.351 acres (1660'63 km²) de agua. Junto con otras seis islas, la isla fue administrada por el Servicio de Pesca y Vida Silvestre de los EE. UU. como parte del Complejo del Refugio Nacional de Vida Silvestre de las Islas Remotas del Pacífico. En enero del 2009, esa entidad fue cambiada al Monumento Marino Nacional de las Islas Remotas del Pacífico por el presidente George W. Bush.
El hábitat de la isla ha sufrido la presencia de múltiples especies invasoras exóticas. Las ratas negras se introdujeron en 1854 y fueron erradicadas en 1938 por los gatos ferales, introducidos el año anterior. Los gatos probaron ser destructivos para las especies de aves y fueron eliminados en 1985. La yerba mala del Pacífico sigue compitiendo con las plantas locales.
La entrada pública a la isla es sólo con el permiso de los EE. UU. El Servicio de Pesca y Vida Silvestre es, por lo general, limitada a científicos y educadores. Representantes de la agencia visitan la isla, en promedio, una vez cada dos años, constantemente coordinando el transporte con los operadores de radio aficionados o con la Guardia Costera de los EE. UU. para cubrir los altos costos de apoyo logístico.

## Faro de Earhart
Los colonos, enviados a la isla para reclamar territorio por los Estados Unidos, construyeron el Faro Earhart (0 ° 48'20.48 "N 176 ° 37'8.55" O), nombrado así en honor a Amelia Earhart como baliza ciega o punto de referencia de navegación. Tiene forma similar a un faro corto, y fue construido con piedra arenisca blanca con franjas negras pintadas y una cima del mismo color para ser visible varios kilómetros hacia el mar durante el día. Se localiza cerca del embarcadero en el centro de la costa oeste de la antigua sede de Itascatown. 
El faro fue parcialmente destruido durante la Segunda Guerra Mundial por los ataques japoneses, pero fue reconstruido a principios de la década de 1960 por hombres de la Guardia Costera de Estados Unidos “Blackhawk”. 
En el año 2000, el faro fue clasificado para ser demolido, pues no ha sido pintado en décadas.
Ann Dearing Holtgren Pellegreno sobrevoló la isla en 1967, y Linda Finch lo hizo en 1997 durante los vuelos memoriales de circunnavegación para conmemorar el vuelo mundial de Earhart en 1937. Ninguna intentó aterrizar, pero volaron lo suficientemente bajo como para dejar una corona en la isla.

## Galería de imágenes

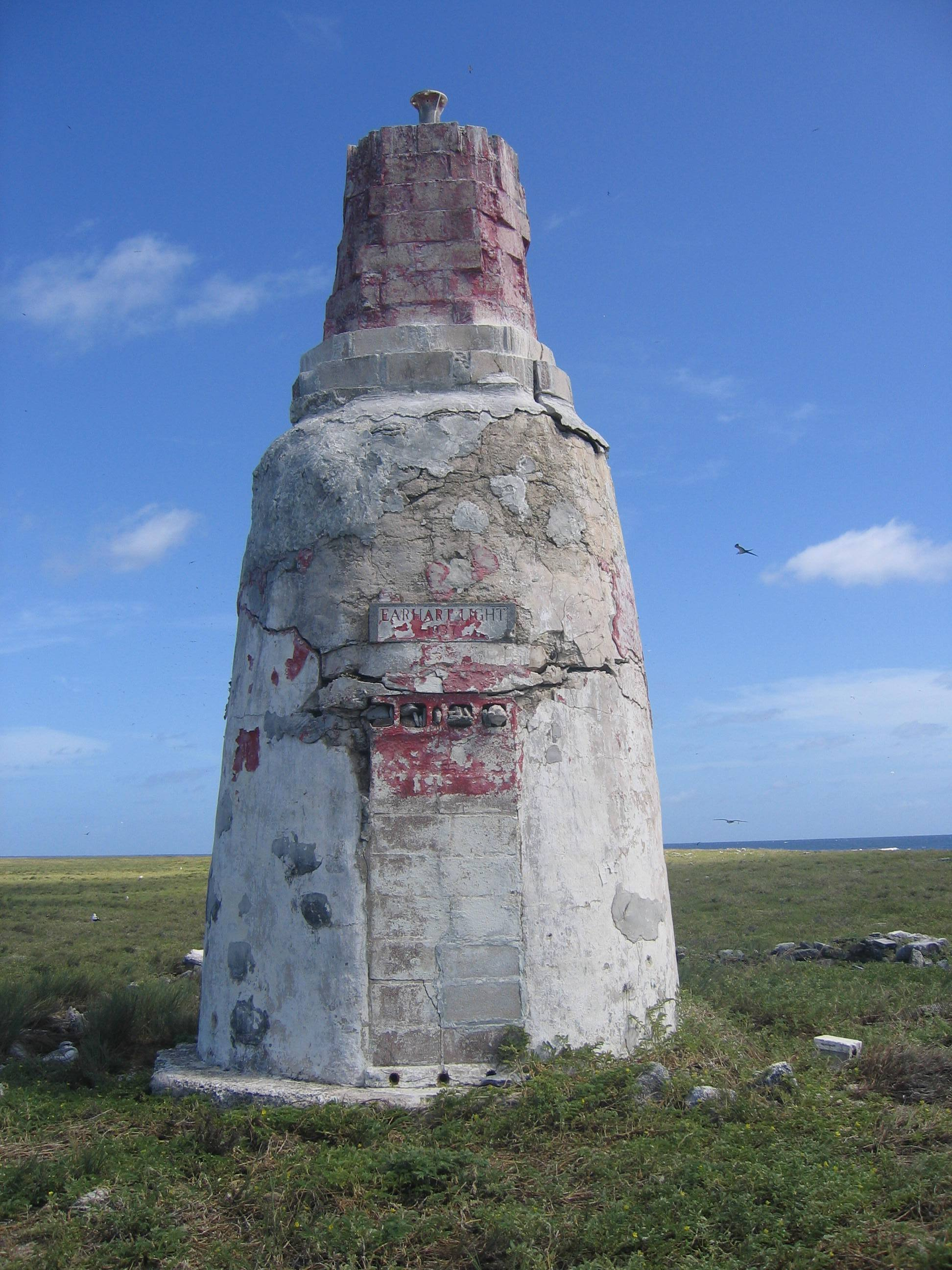
Faro de Earhart con reparaciones de postguerra
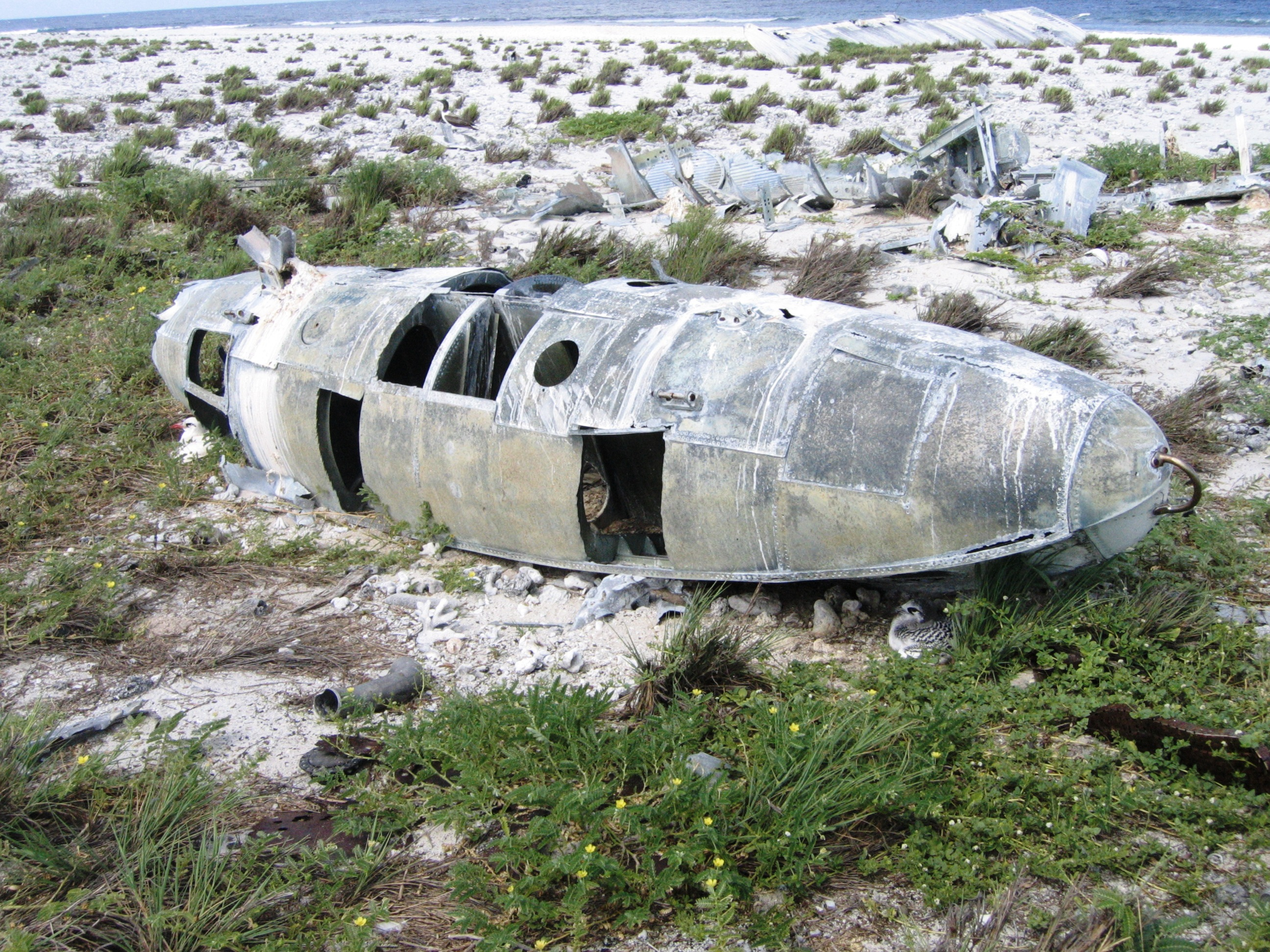
Restos de un avión en Howland
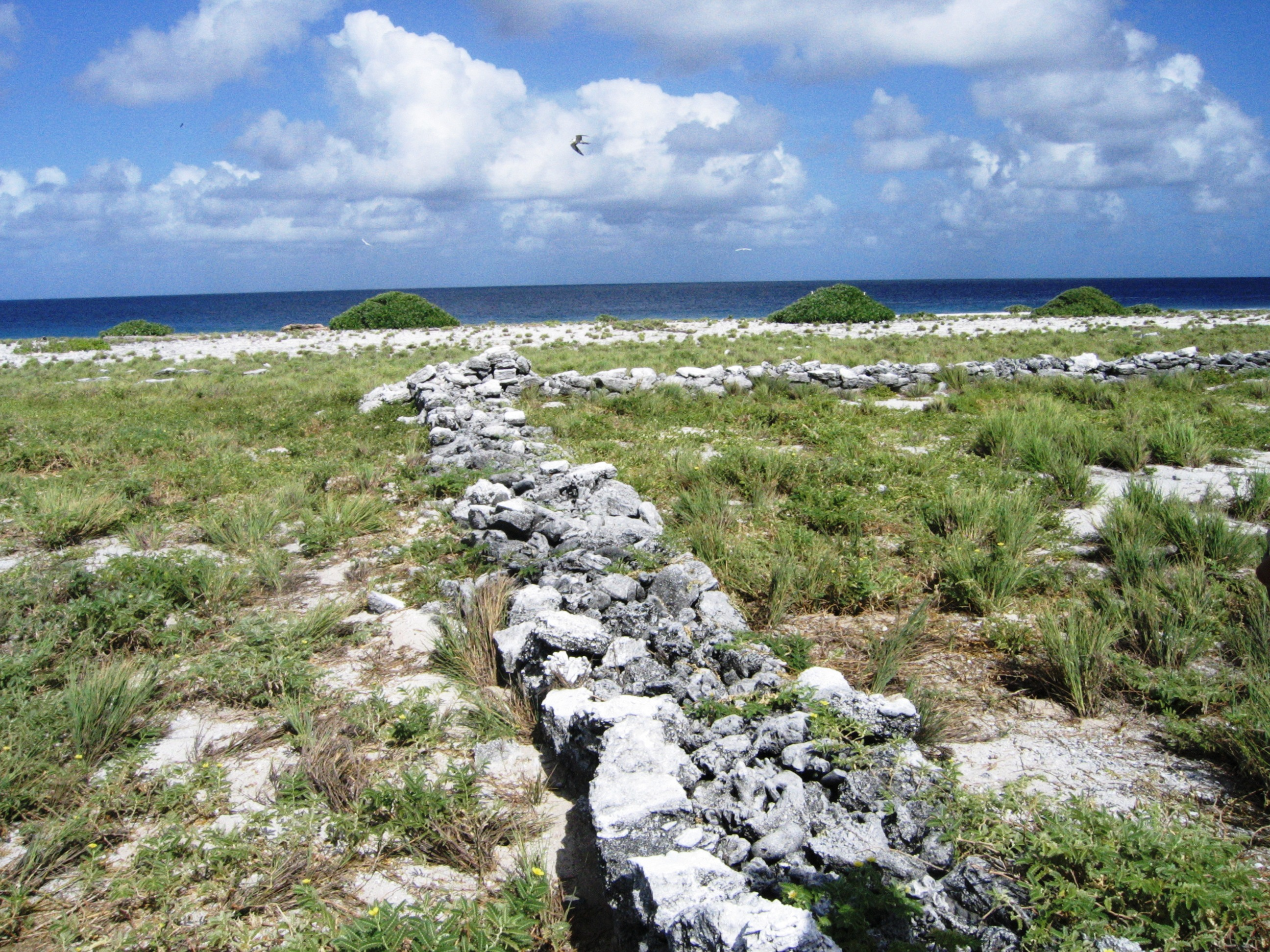
Restos del asentamiento Itascatown
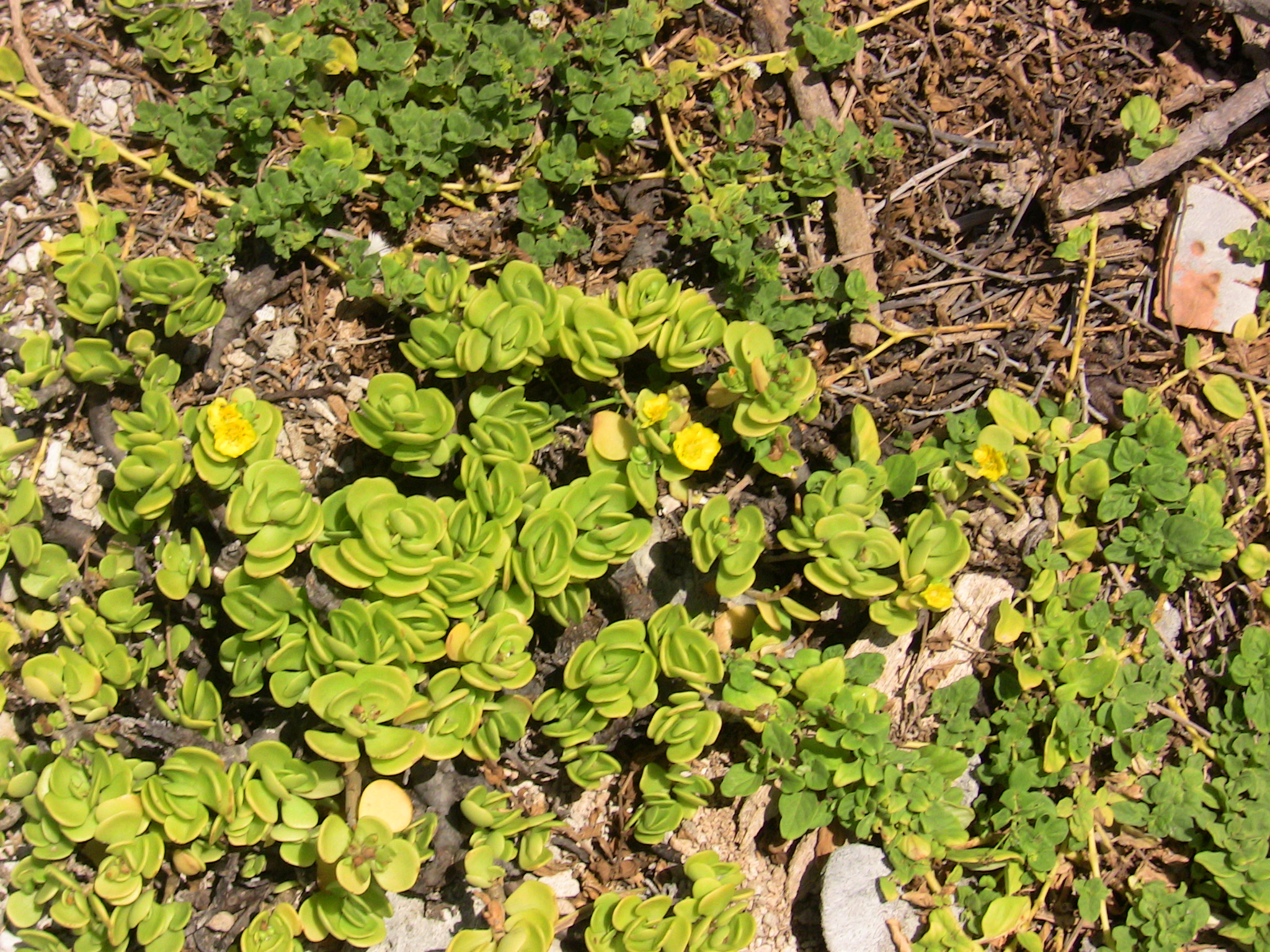
Flora
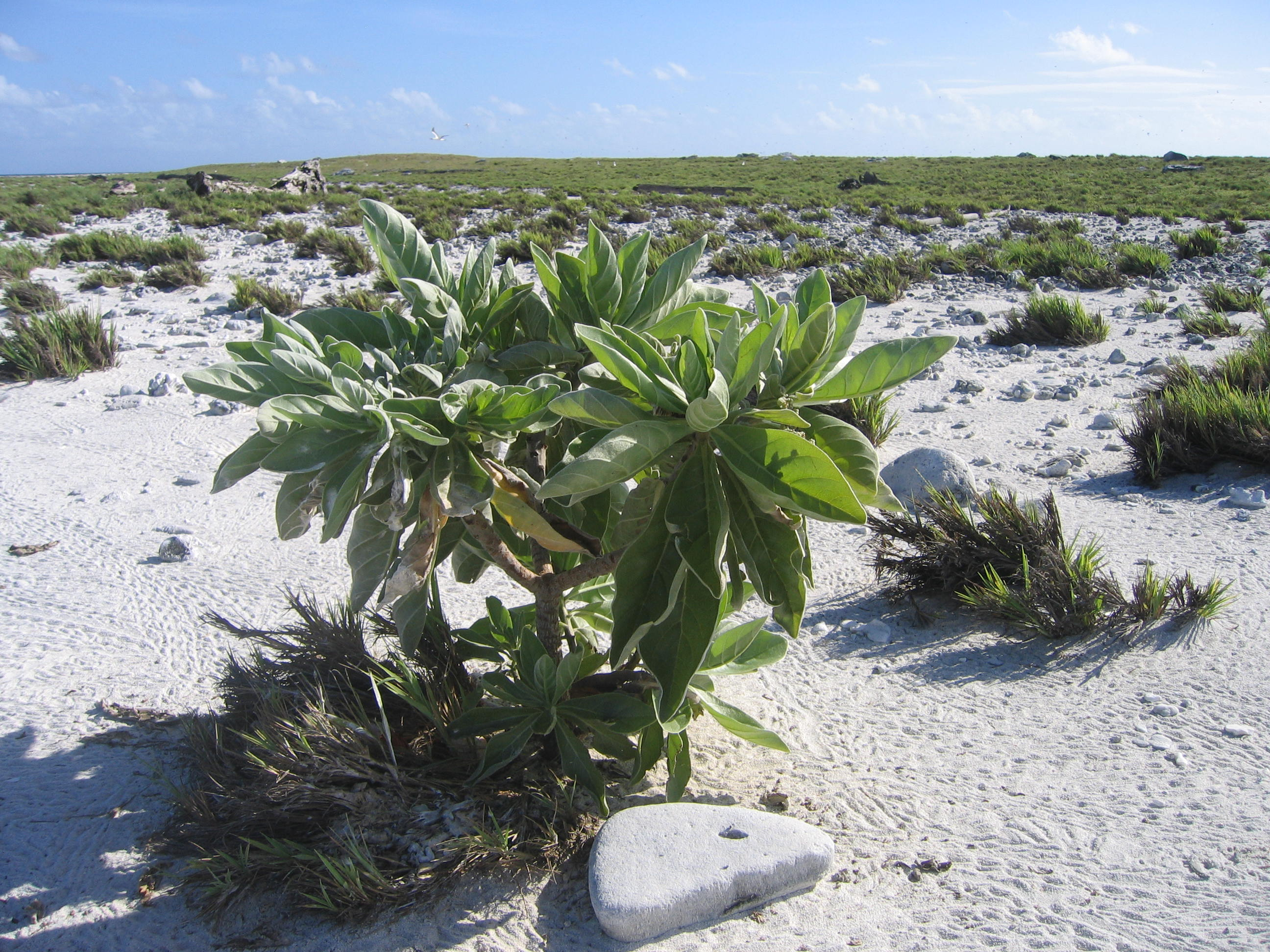
Flora
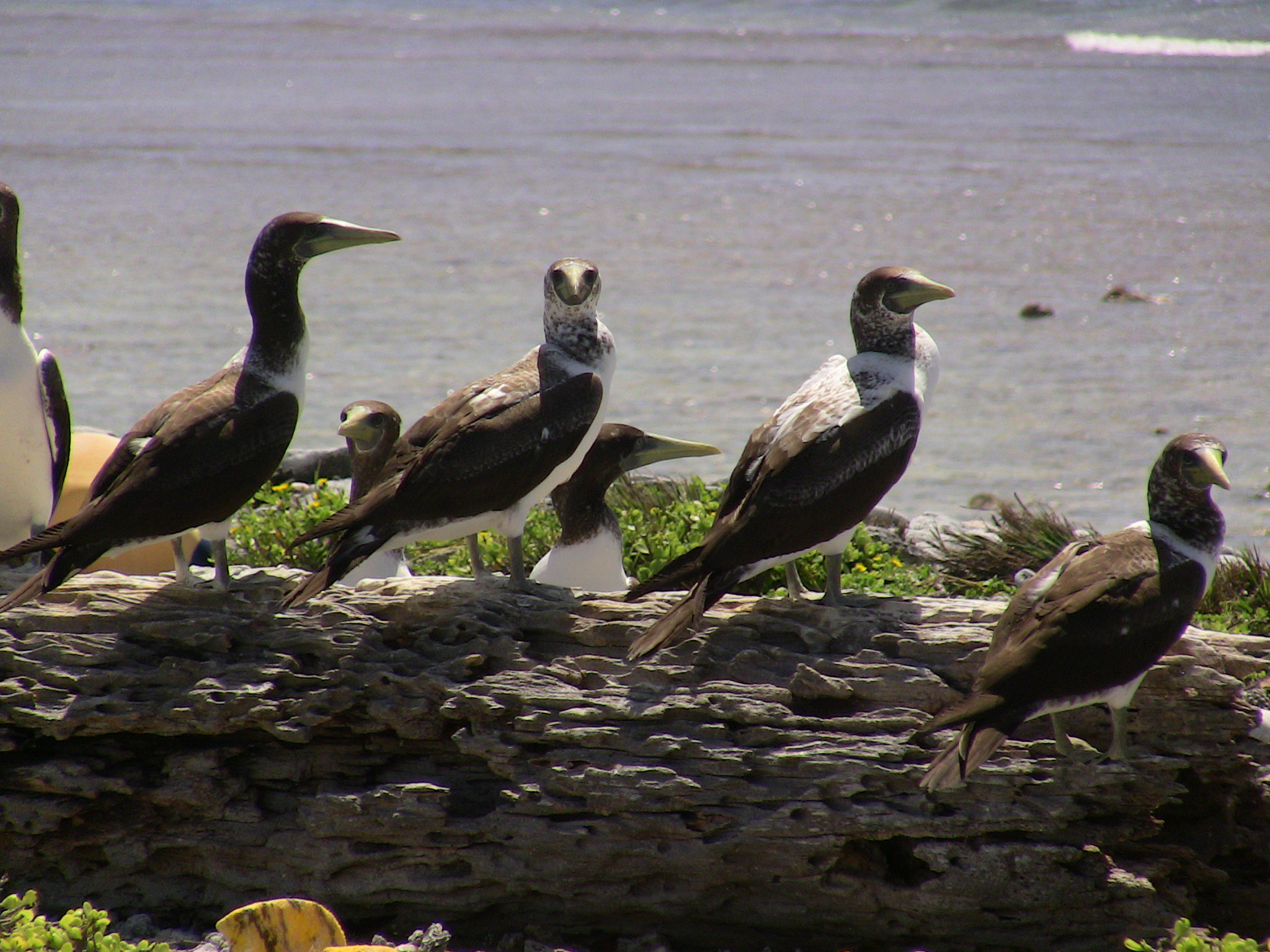
Alcatraces pardos
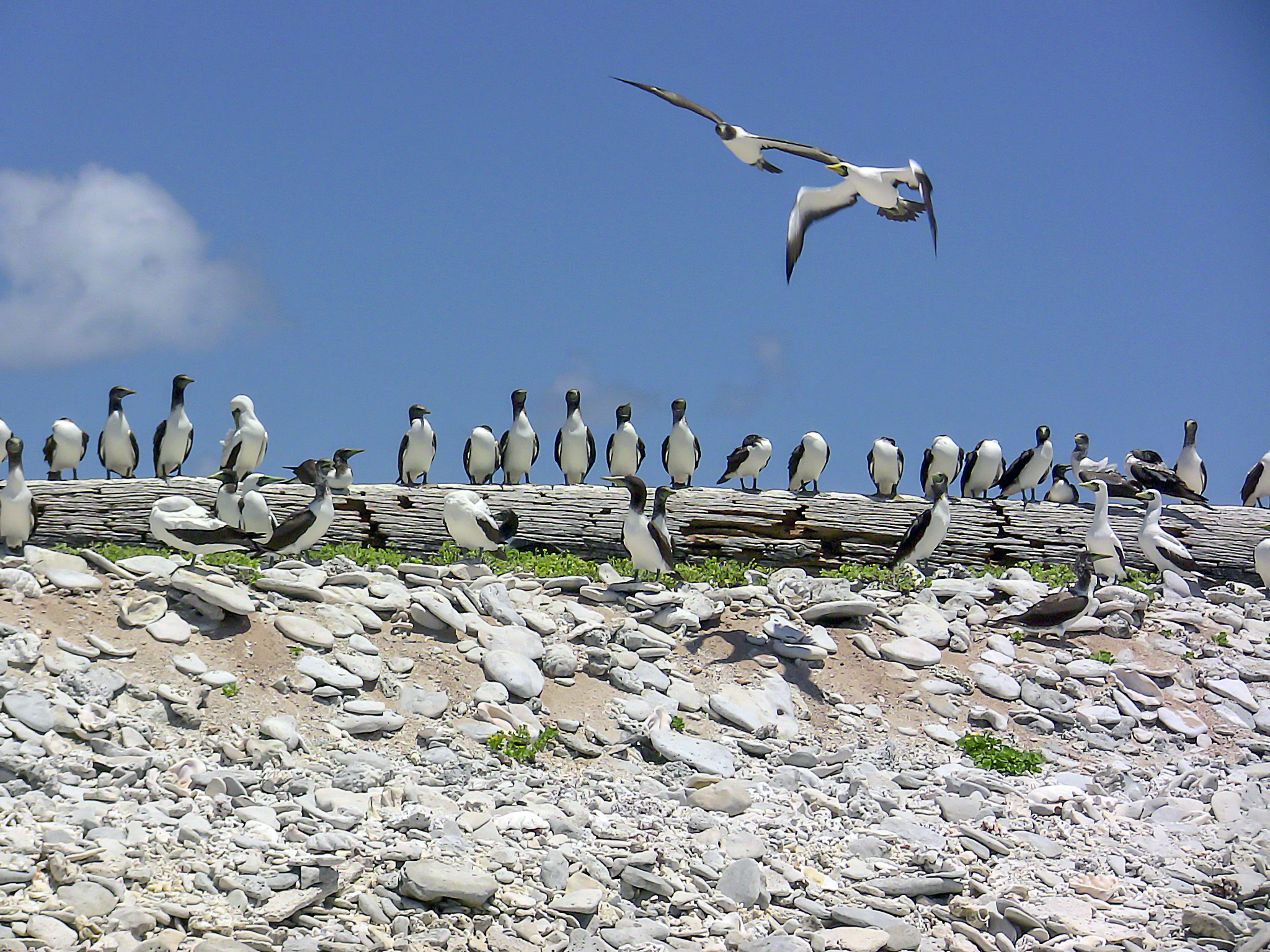
Alcatraces pardos
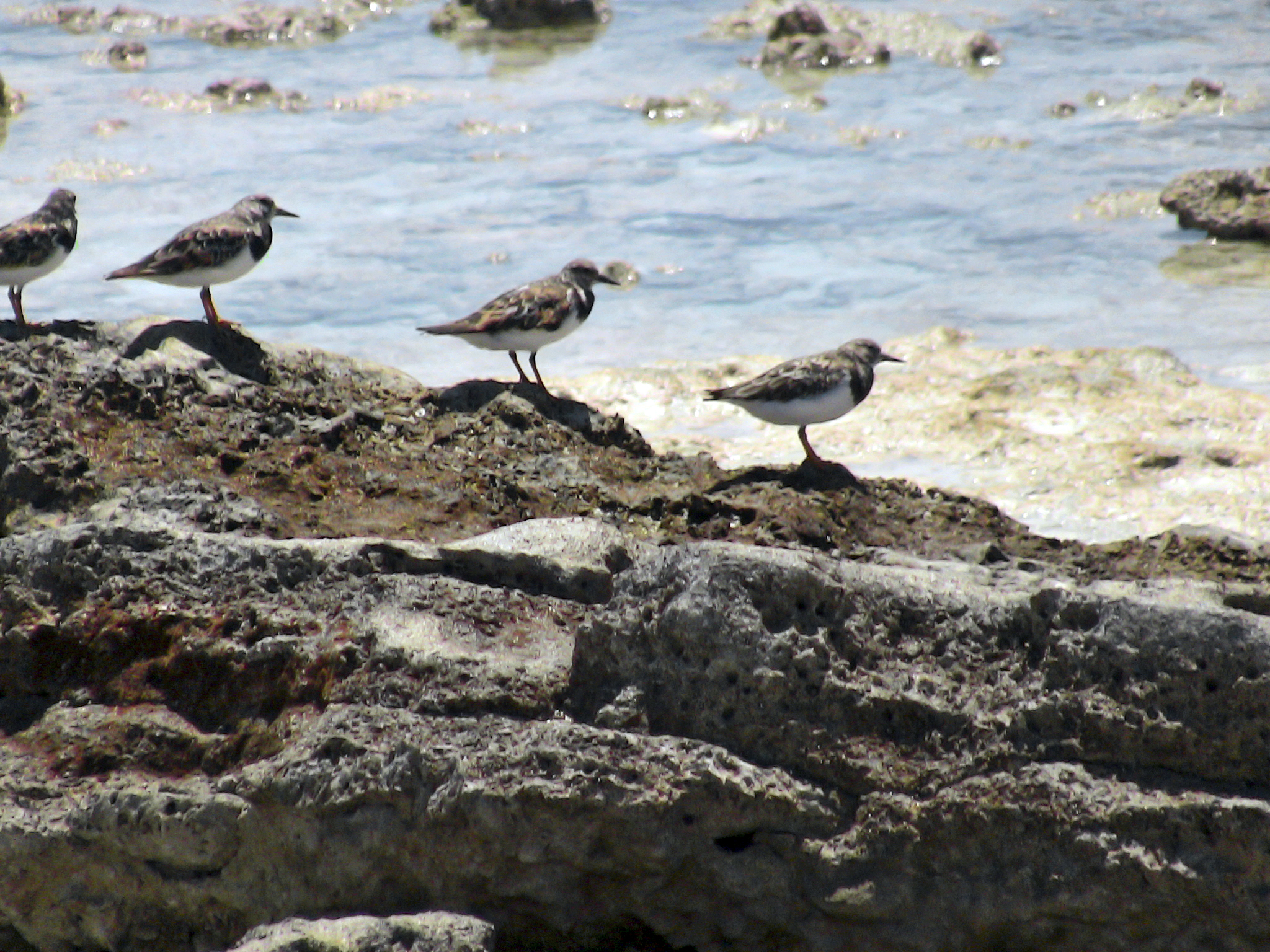
Vuelvepiedras común

## Transporte
La isla carece de puertos ya que los arrecifes pueden ser peligrosos. Hay un desembarcadero en la costa occidental. Hay también una pista de aterrizaje, pero ya no se utiliza. La pista de aterrizaje se construyó en 1937 pero sufrió continuos desperfectos durante la Segunda Guerra Mundial y ha quedado en desuso y en un estado deplorable.